# Marinaleda
Marinaleda este un municipiu în provincia Sevilia, Andaluzia, Spania cu o populație de 2.647 locuitori.